# NXT Women's Championship
Le NXT Women's Championship (que l'on peut traduire par championnat féminin de la NXT) est un championnat de catch utilisé par la World Wrestling Entertainment (WWE), défendu exclusivement dans la division féminine de NXT, l'émission club-école de la WWE.
La première championne est Paige qui remporte un tournoi durant l'enregistrement de NXT au Winter Park, le 20 juin 2013. Elle rendra son titre le 24 avril 2014, car elle est devenue quelques jours plus tôt, la championne des Divas de la WWE.

## Historique
Le championnat féminin de la NXT a été introduit pour la première fois par Stephanie McMahon le 5 avril 2013, à WrestleMania Axxess. Son institution à NXT est devenue officielle lors de l'émission diffusée le 5 juin 2013 par le manager général Dusty Rhodes. Il annonce qu'un tournoi aura lieu lors des prochaines semaines pour couronner la première championne. Paige réussit à remporter ce tournoi et devient ainsi la première championne le 24 juillet 2013. Le titre fut retiré par JBL après que Paige remporte le championnat des Divas. Le titre est détenu par Charlotte du 29 mai 2014 au 11 février 2015 qui a gagné le titre au NXT Takeover, après avoir battu Natalya lors du tournoi du titre vacant.

### Tournoi inaugural du titre (2013)
Tournoi pour couronner la première championne:
|  | Quarts de finale       | Quarts de finale       | Quarts de finale        | Quarts de finale       |            |            | Demi-finales            | Demi-finales            | Demi-finales            | Demi-finales            |  |  | Finale                  | Finale                  | Finale                  | Finale                  |
|  |                        |                        |                         |                        |            |            |                         |                         |                         |                         |  |  |                         |                         |                         |                         |
|  | Winter Park, le 23 mai | Winter Park, le 23 mai | Winter Park, le 23 mai  | Winter Park, le 23 mai |            |            | Winter Park, le 20 juin | Winter Park, le 20 juin | Winter Park, le 20 juin | Winter Park, le 20 juin |  |  | Winter Park, le 20 juin | Winter Park, le 20 juin | Winter Park, le 20 juin | Winter Park, le 20 juin |
|  | Winter Park, le 23 mai | Winter Park, le 23 mai | Winter Park, le 23 mai  | Winter Park, le 23 mai |            |            | Winter Park, le 20 juin | Winter Park, le 20 juin | Winter Park, le 20 juin | Winter Park, le 20 juin |  |  | Winter Park, le 20 juin | Winter Park, le 20 juin | Winter Park, le 20 juin | Winter Park, le 20 juin |
|  | Paige                  | Paige                  | Tombé                   | Tombé                  |            |            | Winter Park, le 20 juin | Winter Park, le 20 juin | Winter Park, le 20 juin | Winter Park, le 20 juin |  |  | Winter Park, le 20 juin | Winter Park, le 20 juin | Winter Park, le 20 juin | Winter Park, le 20 juin |
|  | Paige                  | Paige                  | Tombé                   | Tombé                  |            |            | Winter Park, le 20 juin | Winter Park, le 20 juin | Winter Park, le 20 juin | Winter Park, le 20 juin |  |  | Winter Park, le 20 juin | Winter Park, le 20 juin | Winter Park, le 20 juin | Winter Park, le 20 juin |
|  | Tamina Snuka           | Tamina Snuka           | 4:00                    | 4:00                   |            |            | Winter Park, le 20 juin | Winter Park, le 20 juin | Winter Park, le 20 juin | Winter Park, le 20 juin |  |  | Winter Park, le 20 juin | Winter Park, le 20 juin | Winter Park, le 20 juin | Winter Park, le 20 juin |
|  | Tamina Snuka           | Tamina Snuka           | 4:00                    | 4:00                   | Paige      | Paige      | Tombé                   | Tombé                   |                         |                         |  |  | Winter Park, le 20 juin | Winter Park, le 20 juin | Winter Park, le 20 juin | Winter Park, le 20 juin |
|  | Winter Park, le 23 mai |                        |                         |                        | Paige      | Paige      | Tombé                   | Tombé                   |                         |                         |  |  | Winter Park, le 20 juin | Winter Park, le 20 juin | Winter Park, le 20 juin | Winter Park, le 20 juin |
|  |                        |                        | Alicia Fox              | Alicia Fox             | 4:44       | 4:44       |                         |                         |                         |                         |  |  | Winter Park, le 20 juin | Winter Park, le 20 juin | Winter Park, le 20 juin | Winter Park, le 20 juin |
|  | Alicia Fox             | Alicia Fox             | Alicia Fox              | Alicia Fox             | 4:44       | 4:44       | Tombé                   | Tombé                   |                         |                         |  |  | Winter Park, le 20 juin | Winter Park, le 20 juin | Winter Park, le 20 juin | Winter Park, le 20 juin |
|  | Alicia Fox             | Alicia Fox             | Winter Park, le 20 juin |                        |            |            | Tombé                   | Tombé                   |                         |                         |  |  | Winter Park, le 20 juin | Winter Park, le 20 juin | Winter Park, le 20 juin | Winter Park, le 20 juin |
|  | Bayley                 | Bayley                 | 3:27                    | 3:27                   |            |            |                         |                         |                         |                         |  |  | Winter Park, le 20 juin | Winter Park, le 20 juin | Winter Park, le 20 juin | Winter Park, le 20 juin |
|  | Bayley                 | Bayley                 | 3:27                    | 3:27                   | Paige      | Paige      | Tombé                   | Tombé                   |                         |                         |  |  |                         |                         |                         |                         |
|  | Winter Park, le 23 mai |                        |                         |                        | Paige      | Paige      | Tombé                   | Tombé                   |                         |                         |  |  |                         |                         |                         |                         |
|  |                        |                        | Emma                    | Emma                   | 13:12      | 13:12      |                         |                         |                         |                         |  |  |                         |                         |                         |                         |
|  | Summer Rae             | Summer Rae             | Emma                    | Emma                   | 13:12      | 13:12      | Tombé                   | Tombé                   |                         |                         |  |  |                         |                         |                         |                         |
|  | Summer Rae             | Summer Rae             |                         |                        |            |            |                         |                         |                         |                         |  |  |                         |                         |                         |                         |
|  | Sasha Banks            | Sasha Banks            | 3:30                    | 3:30                   |            |            |                         |                         |                         |                         |  |  |                         |                         |                         |                         |
|  | Sasha Banks            | Sasha Banks            | 3:30                    | 3:30                   | Summer Rae | Summer Rae | 4:25                    | 4:25                    |                         |                         |  |  |                         |                         |                         |                         |
|  | Winter Park, le 23 mai |                        |                         |                        | Summer Rae | Summer Rae | 4:25                    | 4:25                    |                         |                         |  |  |                         |                         |                         |                         |
|  |                        |                        | Emma                    | Emma                   | Tombé      | Tombé      |                         |                         |                         |                         |  |  |                         |                         |                         |                         |
|  | Emma                   | Emma                   | Emma                    | Emma                   | Tombé      | Tombé      | Sou                     | Sou                     |                         |                         |  |  |                         |                         |                         |                         |
|  | Emma                   | Emma                   |                         |                        |            |            |                         | Sou                     |                         |                         |  |  |                         |                         |                         |                         |
|  | Aksana                 | Aksana                 | 3:40                    | 3:40                   |            |            |                         |                         |                         |                         |  |  |                         |                         |                         |                         |
|  | Aksana                 | Aksana                 | 3:40                    | 3:40                   |            |            |                         |                         |                         |                         |  |  |                         |                         |                         |                         |
|  |                        |                        |                         |                        |            |            |                         |                         |                         |                         |  |  |                         |                         |                         |                         |

### Tournoi du titre vacant (2014)
Le 24 avril 2014, le NXT Women's Championship a été rendu vacant par le manager général de NXT, John "Bradshaw" Layfield.
|  | Quarts de finale         | Quarts de finale         | Quarts de finale         | Quarts de finale         |             |             | Demi-finales             | Demi-finales             | Demi-finales             | Demi-finales             |  |  | Finale                 | Finale                 | Finale                 | Finale                 |
|  |                          |                          |                          |                          |             |             |                          |                          |                          |                          |  |  |                        |                        |                        |                        |
|  | Winter Park, le 24 avril | Winter Park, le 24 avril | Winter Park, le 24 avril | Winter Park, le 24 avril |             |             | Winter Park, le 24 avril | Winter Park, le 24 avril | Winter Park, le 24 avril | Winter Park, le 24 avril |  |  | Winter Park, le 29 mai | Winter Park, le 29 mai | Winter Park, le 29 mai | Winter Park, le 29 mai |
|  | Winter Park, le 24 avril | Winter Park, le 24 avril | Winter Park, le 24 avril | Winter Park, le 24 avril |             |             | Winter Park, le 24 avril | Winter Park, le 24 avril | Winter Park, le 24 avril | Winter Park, le 24 avril |  |  | Winter Park, le 29 mai | Winter Park, le 29 mai | Winter Park, le 29 mai | Winter Park, le 29 mai |
|  | Sasha Banks              | Sasha Banks              | Tombé                    | Tombé                    |             |             | Winter Park, le 24 avril | Winter Park, le 24 avril | Winter Park, le 24 avril | Winter Park, le 24 avril |  |  | Winter Park, le 29 mai | Winter Park, le 29 mai | Winter Park, le 29 mai | Winter Park, le 29 mai |
|  | Sasha Banks              | Sasha Banks              | Tombé                    | Tombé                    |             |             | Winter Park, le 24 avril | Winter Park, le 24 avril | Winter Park, le 24 avril | Winter Park, le 24 avril |  |  | Winter Park, le 29 mai | Winter Park, le 29 mai | Winter Park, le 29 mai | Winter Park, le 29 mai |
|  | Bayley                   | Bayley                   | 3:58                     | 3:58                     |             |             | Winter Park, le 24 avril | Winter Park, le 24 avril | Winter Park, le 24 avril | Winter Park, le 24 avril |  |  | Winter Park, le 29 mai | Winter Park, le 29 mai | Winter Park, le 29 mai | Winter Park, le 29 mai |
|  | Bayley                   | Bayley                   | 3:58                     | 3:58                     | Sasha Banks | Sasha Banks | 4:06                     | 4:06                     |                          |                          |  |  | Winter Park, le 29 mai | Winter Park, le 29 mai | Winter Park, le 29 mai | Winter Park, le 29 mai |
|  | Winter Park, le 24 avril |                          |                          |                          | Sasha Banks | Sasha Banks | 4:06                     | 4:06                     |                          |                          |  |  | Winter Park, le 29 mai | Winter Park, le 29 mai | Winter Park, le 29 mai | Winter Park, le 29 mai |
|  |                          |                          | Natalya                  | Natalya                  | Sou         | Sou         |                          |                          |                          |                          |  |  | Winter Park, le 29 mai | Winter Park, le 29 mai | Winter Park, le 29 mai | Winter Park, le 29 mai |
|  | Natalya                  | Natalya                  | Natalya                  | Natalya                  | Sou         | Sou         | Sou                      | Sou                      |                          |                          |  |  | Winter Park, le 29 mai | Winter Park, le 29 mai | Winter Park, le 29 mai | Winter Park, le 29 mai |
|  | Natalya                  | Natalya                  | Winter Park, le 24 avril |                          |             |             | Sou                      | Sou                      |                          |                          |  |  | Winter Park, le 29 mai | Winter Park, le 29 mai | Winter Park, le 29 mai | Winter Park, le 29 mai |
|  | Layla                    | Layla                    | 3:30                     | 3:30                     |             |             |                          |                          |                          |                          |  |  | Winter Park, le 29 mai | Winter Park, le 29 mai | Winter Park, le 29 mai | Winter Park, le 29 mai |
|  | Layla                    | Layla                    | 3:30                     | 3:30                     | Natalya     | Natalya     | 16:50                    | 16:50                    |                          |                          |  |  |                        |                        |                        |                        |
|  | Winter Park, le 24 avril |                          |                          |                          | Natalya     | Natalya     | 16:50                    | 16:50                    |                          |                          |  |  |                        |                        |                        |                        |
|  |                          |                          | Charlotte                | Charlotte                | Tombé       | Tombé       |                          |                          |                          |                          |  |  |                        |                        |                        |                        |
|  | Charlotte                | Charlotte                | Charlotte                | Charlotte                | Tombé       | Tombé       | Tombé                    | Tombé                    |                          |                          |  |  |                        |                        |                        |                        |
|  | Charlotte                | Charlotte                |                          |                          |             |             |                          |                          |                          |                          |  |  |                        |                        |                        |                        |
|  | Emma                     | Emma                     | 3:50                     | 3:50                     |             |             |                          |                          |                          |                          |  |  |                        |                        |                        |                        |
|  | Emma                     | Emma                     | 3:50                     | 3:50                     | Charlotte   | Charlotte   | Tombé                    | Tombé                    |                          |                          |  |  |                        |                        |                        |                        |
|  | Winter Park, le 24 avril |                          |                          |                          | Charlotte   | Charlotte   | Tombé                    | Tombé                    |                          |                          |  |  |                        |                        |                        |                        |
|  |                          |                          | Alexa Bliss              | Alexa Bliss              | 5:01        | 5:01        |                          |                          |                          |                          |  |  |                        |                        |                        |                        |
|  | Alexa Bliss              | Alexa Bliss              | Alexa Bliss              | Alexa Bliss              | 5:01        | 5:01        | Tombé                    | Tombé                    |                          |                          |  |  |                        |                        |                        |                        |
|  | Alexa Bliss              | Alexa Bliss              |                          |                          |             |             |                          | Tombé                    |                          |                          |  |  |                        |                        |                        |                        |
|  | Alicia Fox               | Alicia Fox               | 3:08                     | 3:08                     |             |             |                          |                          |                          |                          |  |  |                        |                        |                        |                        |
|  | Alicia Fox               | Alicia Fox               | 3:08                     | 3:08                     |             |             |                          |                          |                          |                          |  |  |                        |                        |                        |                        |
|  |                          |                          |                          |                          |             |             |                          |                          |                          |                          |  |  |                        |                        |                        |                        |

### Tournoi du titre vacant (2023)
Le 2 mai 2023, le NXT Women's Championship a été rendu vacant à la suite de la draft de Indi Hartwell à Raw.
|  | Quarts de finale       | Quarts de finale      | Quarts de finale       | Quarts de finale      |                  |                  | Demi-finales           | Demi-finales           | Demi-finales           | Demi-finales           |  |  | Finale                 | Finale                 | Finale                 | Finale                 |
|  |                        |                       |                        |                       |                  |                  |                        |                        |                        |                        |  |  |                        |                        |                        |                        |
|  | Winter Park, le 9 mai  | Winter Park, le 9 mai | Winter Park, le 9 mai  | Winter Park, le 9 mai |                  |                  | Winter Park, le 23 mai | Winter Park, le 23 mai | Winter Park, le 23 mai | Winter Park, le 23 mai |  |  | Winter Park, le 28 mai | Winter Park, le 28 mai | Winter Park, le 28 mai | Winter Park, le 28 mai |
|  | Winter Park, le 9 mai  | Winter Park, le 9 mai | Winter Park, le 9 mai  | Winter Park, le 9 mai |                  |                  | Winter Park, le 23 mai | Winter Park, le 23 mai | Winter Park, le 23 mai | Winter Park, le 23 mai |  |  | Winter Park, le 28 mai | Winter Park, le 28 mai | Winter Park, le 28 mai | Winter Park, le 28 mai |
|  | Gigi Dolin             | Gigi Dolin            | 4:29                   | 4:29                  |                  |                  | Winter Park, le 23 mai | Winter Park, le 23 mai | Winter Park, le 23 mai | Winter Park, le 23 mai |  |  | Winter Park, le 28 mai | Winter Park, le 28 mai | Winter Park, le 28 mai | Winter Park, le 28 mai |
|  | Gigi Dolin             | Gigi Dolin            | 4:29                   | 4:29                  |                  |                  | Winter Park, le 23 mai | Winter Park, le 23 mai | Winter Park, le 23 mai | Winter Park, le 23 mai |  |  | Winter Park, le 28 mai | Winter Park, le 28 mai | Winter Park, le 28 mai | Winter Park, le 28 mai |
|  | Tiffany Stratton       | Tiffany Stratton      | Tombé                  | Tombé                 |                  |                  | Winter Park, le 23 mai | Winter Park, le 23 mai | Winter Park, le 23 mai | Winter Park, le 23 mai |  |  | Winter Park, le 28 mai | Winter Park, le 28 mai | Winter Park, le 28 mai | Winter Park, le 28 mai |
|  | Tiffany Stratton       | Tiffany Stratton      | Tombé                  | Tombé                 | Tiffany Stratton | Tiffany Stratton | Tombé                  | Tombé                  |                        |                        |  |  | Winter Park, le 28 mai | Winter Park, le 28 mai | Winter Park, le 28 mai | Winter Park, le 28 mai |
|  | Winter Park, le 16 mai |                       |                        |                       | Tiffany Stratton | Tiffany Stratton | Tombé                  | Tombé                  |                        |                        |  |  | Winter Park, le 28 mai | Winter Park, le 28 mai | Winter Park, le 28 mai | Winter Park, le 28 mai |
|  |                        |                       | Roxanne Perez          | Roxanne Perez         | 9:39             | 9:39             |                        |                        |                        |                        |  |  | Winter Park, le 28 mai | Winter Park, le 28 mai | Winter Park, le 28 mai | Winter Park, le 28 mai |
|  | Jacy Jayne             | Jacy Jayne            | Roxanne Perez          | Roxanne Perez         | 9:39             | 9:39             | 9:06                   | 9:06                   |                        |                        |  |  | Winter Park, le 28 mai | Winter Park, le 28 mai | Winter Park, le 28 mai | Winter Park, le 28 mai |
|  | Jacy Jayne             | Jacy Jayne            | Winter Park, le 23 mai |                       |                  |                  | 9:06                   | 9:06                   |                        |                        |  |  | Winter Park, le 28 mai | Winter Park, le 28 mai | Winter Park, le 28 mai | Winter Park, le 28 mai |
|  | Roxanne Perez          | Roxanne Perez         | Tombé                  | Tombé                 |                  |                  |                        |                        |                        |                        |  |  | Winter Park, le 28 mai | Winter Park, le 28 mai | Winter Park, le 28 mai | Winter Park, le 28 mai |
|  | Roxanne Perez          | Roxanne Perez         | Tombé                  | Tombé                 | Tiffany Stratton | Tiffany Stratton | Tombé                  | Tombé                  |                        |                        |  |  |                        |                        |                        |                        |
|  | Winter Park, le 9 mai  |                       |                        |                       | Tiffany Stratton | Tiffany Stratton | Tombé                  | Tombé                  |                        |                        |  |  |                        |                        |                        |                        |
|  |                        |                       | Lyra Valkyria          | Lyra Valkyria         | 16:01            | 16:01            |                        |                        |                        |                        |  |  |                        |                        |                        |                        |
|  | Lyra Valkyria          | Lyra Valkyria         | Lyra Valkyria          | Lyra Valkyria         | 16:01            | 16:01            | Tombé                  | Tombé                  |                        |                        |  |  |                        |                        |                        |                        |
|  | Lyra Valkyria          | Lyra Valkyria         |                        |                       |                  |                  |                        |                        |                        |                        |  |  |                        |                        |                        |                        |
|  | Kiana James            | Kiana James           | 8:51                   | 8:51                  |                  |                  |                        |                        |                        |                        |  |  |                        |                        |                        |                        |
|  | Kiana James            | Kiana James           | 8:51                   | 8:51                  | Lyra Valkyria    | Lyra Valkyria    | Tombé                  | Tombé                  |                        |                        |  |  |                        |                        |                        |                        |
|  | Winter Park, le 16 mai |                       |                        |                       | Lyra Valkyria    | Lyra Valkyria    | Tombé                  | Tombé                  |                        |                        |  |  |                        |                        |                        |                        |
|  |                        |                       | Cora Jade              | Cora Jade             | 3:41             | 3:41             |                        |                        |                        |                        |  |  |                        |                        |                        |                        |
|  | Fallon Henley          | Fallon Henley         | Cora Jade              | Cora Jade             | 3:41             | 3:41             | 5:07                   | 5:07                   |                        |                        |  |  |                        |                        |                        |                        |
|  | Fallon Henley          | Fallon Henley         |                        |                       |                  |                  |                        | 5:07                   |                        |                        |  |  |                        |                        |                        |                        |
|  | Cora Jade              | Cora Jade             | Tombé                  | Tombé                 |                  |                  |                        |                        |                        |                        |  |  |                        |                        |                        |                        |
|  | Cora Jade              | Cora Jade             | Tombé                  | Tombé                 |                  |                  |                        |                        |                        |                        |  |  |                        |                        |                        |                        |
|  |                        |                       |                        |                       |                  |                  |                        |                        |                        |                        |  |  |                        |                        |                        |                        |

## Historique des règnes
| #  | Championne       | Règne | Date              | Durée (en jours) | Événement                            | Lieu                         | Notes | Réf    |
| -- | ---------------- | ----- | ----------------- | ---------------- | ------------------------------------ | ---------------------------- | --- | ------ |
| 1  | Paige            | 1     | 20 juin 2013      | 308              | NXT                                  | Winter Park (Floride)        | En battant Emma en finale du tournoi. Elle devient la première championne de l'histoire du titre. | [ 4 ]  |
| —  | Vacant           | 1     | 24 avril 2014     | 35               | NXT                                  | Baltimore (Maryland)         | Ayant récemment remporté le championnat des Divas de la WWE, Paige est contrainte par JBL d'abandonner le titre. | [ 9 ]  |
| 2  | Charlotte        | 1     | 29 mai 2014       | 258              | NXT TakeOver                         | Winter Park (Floride)        | En battant Natalya en finale du tournoi pour désigner la nouvelle championne. Elle remporte le titre pour la première fois de sa carrière et son premier titre personnel. | [ 10 ] |
| 3  | Sasha Banks      | 1     | 11 février 2015   | 192              | NXT TakeOver: Rival                  | Winter Park (Floride)        | En battant Bayley, Becky Lynch et Charlotte dans un Fatal 4-Way match. Elle remporte le titre pour la première fois de sa carrière et son premier titre personnel. | [ 11 ] |
| 4  | Bayley           | 1     | 22 août 2015      | 223              | NXT TakeOver: Brooklyn               | Brooklyn (New York)          | En battant Sasha Banks. Elle remporte le titre pour la première fois de sa carrière et son premier titre personnel. | [ 12 ] |
| 5  | Asuka            | 1     | 1er avril 2016    | 510              | NXT TakeOver: Dallas                 | Dallas (Texas)               | En battant Bayley. Elle remporte le titre pour la première fois de sa carrière et son premier titre personnel. Il s'agit actuellement du règne le plus long de l'histoire du titre. | [ 13 ] |
| —  | Vacant           | 2     | 24 août 2017      | 86               | NXT                                  | Winter Park (Floride)        | Souffrant d'une blessure à la clavicule, Asuka est contrainte de rendre le titre au Général Manager du show jaune, William Regal. | [ 14 ] |
| 6  | Ember Moon       | 1     | 18 novembre 2017  | 140              | NXT TakeOver: WarGames (2017)        | Houston (Texas)              | En battant Kairi Sane, Nikki Cross et Peyton Royce dans un Fatal 4-Way match. Elle remporte le titre pour la première fois de sa carrière et son premier titre personnel. | [ 15 ] |
| 7  | Shayna Baszler   | 1     | 7 avril 2018      | 133              | NXT TakeOver: New Orleans            | Nouvelle Orléans (Louisiane) | En battant Ember Moon. Elle remporte le titre pour la première fois de sa carrière et son premier titre personnel. | [ 16 ] |
| 8  | Kairi Sane       | 1     | 18 août 2018      | 71               | NXT TakeOver: Brooklyn 4             | Brooklyn (New York)          | En battant Shayna Baszler. Elle remporte le titre pour la première fois de sa carrière et son premier titre personnel. | [ 17 ] |
| 9  | Shayna Baszler   | 2     | 28 octobre 2018   | 416              | WWE Evolution (2018)                 | Uniondale (New York)         | En prenant sa revanche sur Kairi Sane. Elle devient la première catcheuse à gagner deux fois la ceinture. | [ 18 ] |
| 10 | Rhea Ripley      | 1     | 18 décembre 2019  | 109              | NXT                                  | Winter Park (Floride)        | En battant Shayna Baszler. Elle remporte le titre pour la première fois de sa carrière et son second titre personnel, après avoir été championne de NXT UK. | [ 19 ] |
| 11 | Charlotte Flair  | 2     | 5 avril 2020      | 63               | WrestleMania 36                      | Orlando (Floride)            | En battant Rhea Ripley. Elle devient la seconde catcheuse à gagner deux fois la ceinture, derrière Shayna Baszler. Il s'agit de la première défense du titre dans un WrestleMania. | [ 20 ] |
| 12 | Io Shirai        | 1     | 7 juin 2020       | 304              | NXT TakeOver: In Your House (2020)   | Winter Park (Floride)        | En battant Charlotte Flair et Rhea Ripley dans un Triple Threat match. Elle remporte le titre pour la première fois de sa carrière et son premier titre personnel. | [ 21 ] |
| 13 | Raquel González  | 1     | 7 avril 2021      | 202              | NXT TakeOver: Stand & Deliver (2021) | Orlando (Floride)            | En battant Io Shirai. Elle remporte le titre pour la première fois de sa carrière et son premier titre personnel. | [ 22 ] |
| 14 | Mandy Rose       | 1     | 26 octobre 2021   | 413              | NXT: Halloween Havoc (2021)          | Orlando (Floride)            | En battant Raquel González dans un Trick or Street Fight match. Elle remporte le titre pour la première fois de sa carrière et son premier titre personnel. Le 4 septembre 2022, elle unifie le titre avec le titre féminin de la NXT UK lors de Worlds Collide (2022).                                                    | [ 23 ] |
| 15 | Roxanne Perez    | 1     | 13 décembre 2022  | 109              | NXT                                  | Orlando (Floride)            | En battant Mandy Rose. Elle remporte le titre pour la première fois de sa carrière et son premier titre personnel. | [ 24 ] |
| 16 | Indi Hartwell    | 1     | 1er avril 2023    | 31               | NXT Stand & Deliver (2023)           | Los Angeles (Californie)     | En battant Roxanne Perez, Gigi Dolin, Tiffany Stratton, Lyra Valkyria et Zoey Stark dans un Ladder match. Elle remporte le titre pour la première fois de sa carrière et son premier titre personnel. Il s'agit du règne le plus court de l'histoire du titre                                                              | [ 25 ] |
| —  | Vacant           | 3     | 2 mai 2023        | 26               | NXT                                  | Orlando (Floride)            | Le 28 avril à SmackDown, lors du Draft, Indi Hartwell a été annoncée être officiellement transférée à Raw par Road Dogg. Quatre soirs plus tard à NXT, à la suite de son transfert officiel au show rouge, elle annonce devoir abandonner le titre. Un nouveau tournoi sera organisé pour désigner la nouvelle championne. | ,      |
| 17 | Tiffany Stratton | 1     | 28 mai 2023       | 107              | NXT Battleground (2023)              | Lowell (Massachusetts)       | En batatnt Lyra Valkyria en finale du tournoi. Elle remporte le titre pour la première fois de sa carrière et son premier titre personnel. | [ 28 ] |
| 18 | Becky Lynch      | 1     | 12 septembre 2023 | 42               | NXT                                  | Orlando (Floride)            | En battant Tiffany Stratton. Elle remporte le titre pour la première fois de sa carrière et son troisième titre personnel. De ce fait, elle devient également la 6e Grand Slam Champion. | [ 29 ] |
| 19 | Lyra Valkyria    | 1     | 24 octobre 2023   | 165              | NXT: Halloween Havoc (2023)          | Orlando (Floride)            | En battant Becky Lynch. Elle remporte le titre pour la première fois de sa carrière et son premier titre personnel. | [ 30 ] |
| 20 | Roxanne Perez    | 2     | 6 avril 2024      | 276              | NXT Stand & Deliver (2024)           | Philadelphie (Pennsylvanie)  | En battant Lyra Valkyria. Elle devient la 3e catcheuse à gagner deux fois la ceinture. | [ 31 ] |
| 21 | Giulia           | 1     | 7 janvier 2025    | 63               | NXT: New Years's Evil (2025)         | Los Angeles (Californie)     | En prenant sa revanche sur Roxanne Perez, elle remporte le titre pour la première fois de sa carrière et son premier titre à la WWE. | [ 32 ] |
| 22 | Stephanie Vaquer | 1     | 11 mars 2025      | 77               | NXT: Roadblock (2025)                | New York (New York)          | Le NXT Women's North American Championship de Vaquer était également en jeu. | [ 33 ] |
| 23 | Jacy Jayne       | 1     | 27 mai 2025       | 53+              | NXT                                  | Orlando (Floride)            | Remporte le titre grâce à l'intervention de ses partenaires de Fatal Influence. | [ 34 ] |

## Règnes combinés
| Signe | Notes                                 |
| ----- | ------------------------------------- |
|       | Lutteur travaillant toujours à NXT    |
|       | Lutteur travaillant toujours à la WWE |

| Rang | Catcheuse        | Règnes | Jours | 1re victoire  |
| ---- | ---------------- | ------ | ----- | ------------- |
| 1    | Shayna Baszler   | 2      | 549   | 7 avr. 2018   |
| 2    | Asuka            | 1      | 510   | 1er avr. 2016 |
| 3    | Mandy Rose       | 1      | 413   | 26 oct. 2021  |
| 4    | Roxanne Perez    | 2      | 385   | 13 déc. 2022  |
| 5    | Charlotte Flair  | 2      | 321   | 29 mai 2014   |
| 6    | Paige            | 1      | 308   | 20 juin 2013  |
| 7    | Io Shirai        | 1      | 304   | 7 juin 2020   |
| 8    | Bayley           | 1      | 223   | 22 août 2015  |
| 9    | Raquel Gonzalez  | 1      | 202   | 7 avr. 2021   |
| 10   | Sasha Banks      | 1      | 192   | 11 fév. 2015  |
| 11   | Lyra Valkyria    | 1      | 165   | 24 oct. 2023  |
| 12   | Ember Moon       | 1      | 140   | 18 nov. 2017  |
| 13   | Rhea Ripley      | 1      | 109   | 18 déc. 2019  |
| 14   | Tiffany Stratton | 1      | 107   | 28 mai 2023   |
| 15   | Stephanie Vaquer | 1      | 77    | 11 mars 2025  |
| 16   | Kairi Sane       | 1      | 71    | 18 août 2018  |
| 17   | Giulia           | 1      | 63    | 7 janv. 2025  |
| 18   | Becky Lynch      | 1      | 42    | 12 sept. 2023 |
| 19   | Indi Hartwell    | 1      | 31    | 1er avr. 2023 |
| 20   | Jacy Jayne       | 1      | 53+   | 27 mai 2025   |

## Statistiques
| Record                     | Détentrice du record                             | Chiffre   |
| -------------------------- | ------------------------------------------------ | --------- |
| Règne le plus long         | Asuka                                            | 510 jours |
| Règne le plus court        | Indi Hartwell                                    | 31 jours  |
| Plus grand nombre de règne | Charlotte Flair, Shayna Baszler et Roxanne Perez | 2 fois    |
| Championne la plus jeune   | Paige                                            | 20 ans    |
| Championne la plus âgée    | Shayna Baszler                                   | 38 ans    |